# Chip 'n Dale Rescue Rangers
Chip 'n Dale Rescue Rangers (Tico e Teco e os Defensores da Lei no Brasil e Tico e Teco - Comando Salvador em Portugal) foi um desenho animado do final da década de 1980 criada por Tad Stones e Alan Zaslove e produzido pela Walt Disney Pictures, originalmente para exibição na rede de televisão norte-americana Disney Channel. A série traz como protagonistas a dupla de esquilos Tico e Teco, famosa por estrelarem outras séries ao lado de Pato Donald e Pluto, por exemplo.
No Brasil, o desenho foi originalmente lançado em VHS pela Abril Vídeo em 1990, com os volumes Os Caça-Bandidos e Ases Invencíveis, com uma dublagem realizada nos estúdios da S&C Produções Artísticas,  em São Paulo. Logo depois, sua estreia na televisão ocorreu em 1993 pela Rede Globo no extinto dominical Disney Club (homônimo ao do SBT, mas com conteúdo diferente), junto com o desenho TaleSpin: Esquadrilha Parafuso e já com a conhecida dublagem da Herbert Richers, mas também fora exibido na emissora pelos programas TV Colosso, Xuxa Park e Angel Mix. Em 2001, fez sua estreia no SBT pelos programas Disney CRUJ e Bom Dia e Cia (apresentado por Jackeline Petkovic). Em 2005, volta a ser exibido na Globo, desta vez todo sábado em 1º de janeiro de 2005 e 25 de março de 2006 e sendo substituída por Digimon 2, na TV Globinho. em 5 de abril de 2010 volta a ser exibido na Globo, Também desta vez pela TV Globinho. Na TV paga, o desenho foi exibido pelo extinto Disney Weekend.
Em Portugal, foi exibido no Clube Disney pelo Canal 1 em versão original com legendas em português.

## Sinopse
Tico e Teco resolvem abrir uma agência de detetives chamada "Defensores da Lei" (Rescue Rangers no original e Comando Salvador em Portugal) e contam com a ajuda de seus novos amigos, Geninha, Monte e Bzum. A agência se especializa em crimes que, geralmente, são muito "pequenos" para os policiais de verdade, sendo seus clientes também animais (ao contrário de outros desenhos da Disney onde Tico e Teco estão presentes, nessa série existe o convívio entre personagens humanos, onde tanto os heróis e vilões são passados despercebidos, sendo notados poucas vezes). Seu principais inimigos são o Gatão, líder de uma máfia de gatos e que controla também outros animais e o cientista malvado Norton Nimnul.

## Personagens

### Heróis
- Tico: é o líder da agência Conexão Salva-Ação. Usa roupas semelhantes as de Indiana Jones, inclusive usando um chicote em várias situações. É o mais sério do grupo e com maior senso de responsabilidade, muitas vezes acusado de levar muito a sério algumas situações. Está sempre chamando a atenção de Teco e fica com ciúmes quando Geninha dá atenção maior para seu irmão. Voz na versão brasileira de Oberdan Júnior (Herbert Richers - Televisão) e Sérgio Rufino (S&C - VHS).
- Teco: é o mais tranquilo da agência, normalmente fazendo o papel de atrapalhado do grupo. Tem como característica usar sempre uma camiseta havaiana, semelhante ao detetive Magnum, P.I.,. e ser o mais engraçado, se envolvendo em situações constrangedoras. Normalmente é muito cobrado por Tico, que sempre exige dele uma postura mais séria. Também coloca seu irmão em várias situações embaraçosas, além de disputar a atenção de Geninha com ele. Voz de Manolo Rey (Herbert Richers - Televisão) e Olney Cazarré (S&C - VHS).
- Monte: mais conhecido entre seus amigos como "Montinho", é um rato australiano que teve sua casa destruída por Gatão e conheceu Tico e Teco na primeira missão da nova agência de detetives. Monte está sempre ao lado do amigo Bzum. É o mais forte do grupo e tem um descontrole geral quando sente o cheiro de queijo, ou mesmo quando apenas ouve a palavra pronunciada. Considera Geninha como uma espécie de filha, porém é sempre visto como mais próximo de Teco e Bzum, sempre envolvidos em brincadeiras e situações divertidas. Voz na versão brasileira de Mauro Ramos (Herbert Richers - Televisão) e Borges de Barros (S&C - VHS)
- Geninha: é a integrante feminina da agência e também a mais inteligente. Seu pai era um inventor e aviador, daí sua facilidade com máquinas e dispositivos eletrônicos. É a responsável pelos veículos de locomoção do grupo, como um dirigível feito com um tubo de pasta de dente e um balão, além de um "automóvel" feito com um pé apenas de patins, além das "armas" do grupo. É dela também de onde os planos para fugir de situações perigosas vem. Tico e Teco vivem disputando a atenção de Geninha. Voz na versão brasileira de Sheila Dorfman (Herbert Richers - Televisão) e Elza Gonçalves (S&C - VHS).
- Bzum: é uma pequena mosca verde, amigo de Monte que se junta ao grupo por influência do amigo. Bzum não fala como os outros personagens, apenas emite sons que eles compreendem. Por ser o menor e ter a capacidade de voar, quase sempre serve de principal escapatória do grupo em situações arriscadas.

### Vilões
- Gatão: o principal antagonista e inimigo da agência Conexão Salva-Ação. É o chefão de uma máfia que comanda, tendo como seus subordinados outros animais: Wart, um lagarto que também tem estilo gangster assim como Gatão; Mole, o mais atrapalhado dos vilões, normalmente alvo das irritações de Gatão, sendo acertado com um soco; Mepps, um gato amarelo e magro; Snout, rato que tem dificuldades na visão. Voz de Gatão por Joaquim Luiz Motta (Herbert Richers - Televisão) e Mario Vilela (S&C - VHS).
- Professor Norton Nimnul: é um cientista louco que trabalhava para Aldrin Klordane. Seus planos sempre são interrompidos pela Conexão Salva-Ação, apesar de serem bastante engenhosos pela sua inteligência. Voz de Miguel Rosenberg (Herbert Richers - Televisão) e Nelson Batista (S&C - VHS).

## Episódios
Episódios com o nome original de exibição nos EUA. Os cinco primeiros episódios da segunda temporada na verdade foram um longa metragem que foi dividido em cinco partes e depois exibido como um filme à parte, chamado To the Rescue (mesmo nome usado nos episódios). Com exceção desses cinco, os outros episódios contém, em média, 22 minutos. A estrutura de cada episódio é bastante semelhante, com uma pequena introdução, a apresentação de um problema e o final culminando com o caso sendo resolvido pelo grupo, sempre com um final dramático e algum tipo de confraternização entre os personagens principais. Os casos são resolvidos sempre no mesmo episódio onde iniciam, assim como os personagens presentes neles, não tendo influência em situações futuras.

### Primeira Temporada
1 Piratas Submarinos (Piratsy Under the Seas)
2 Catteries Not Included
3 Dale Beside Himself
4 Flash the Wonder Dog
5 Out to Launch
6 Kiwi's Big Adventure
7 Adventures in Squirrelsitting
8 Pound of the Baskervilles
9 Risky Beesness
10 Three Men and a Booby
11 The Carpetsnaggers
12 Bearing Up Baby
13 Parental Discretion Retired

### Segunda Temporada
- To the Rescue, Part 1
- To the Rescue, Part 2
- To the Rescue, Part 3
- To the Rescue, Part 4
- To the Rescue, Part 5
- A Lad in a Lamp
- The Luck Stops Here
- Battle of the Bulge
- Ghost of a Chance
- An Elephant Never Suspects
- Fake Me to Your Leader
- Last Train to Cashville
- A Case of Stage Blight
- The Case of the Cola Cult
- Throw Mummy From the Train
- A Wolf in Cheap Clothing
- Robocat
- Does Pavlov Ring a Bell?
- Prehysterical Pet
- A Creep in the Deep
- Normie's Science Project
- Seer No Evil
- Chipwrecked Shipmunks
- When Mice Were Men
- Chocolate Chips
- The Last Leprechaun
- Weather or Not
- One Upsman-Chip
- Shell Shocked
- Love is a Many Splintered Thing
- Song of the Night 'n Dale
- Double O'Chipmunk
- Gadget Goes Hawaiian
- It's a Bird, It's Insane, It's Dale!
- Short Order Crooks
- Mind Your Cheese and Q's
- Out of Scale
- Dirty Rotten Diapers
- Good Times, Bat Times
- Pie in the Sky
- Le Purrfect Crime
- When You Fish Upon a Star
- Rest Home Rangers
- A Lean on the Property
- The Pied Piper Power Play
- Gorilla My Dreams
- The S.S. Drainpipe

### Terceira Temporada
- Zipper Come Home
- Puffed Rangers
- A Fly in the Ointment
- A Chorus Crime
- They Shoot Dogs, Don't They

## Video Game
Em 1990 a Capcom lançou o jogo baseado na série, chamado Disney's Chip 'n Dale Rescue Rangers para o Nintendo Entertainment System de 8 bits. O jogo trazia os modos singles player e cooperative, no qual o jogador contava com a ajuda de outro personagem.
Ainda em 1990, foi lançado para PC o jogo Chip 'N Dale Rescue Rangers: The Adventure in Nimnul's Castle em que Tico e Teco tinham que salvar Monty preso no castelo do Dr. Nimnul.
Em 1993 houve a sequência do primeiro jogo realizado pela Capcom, com o título de Chip 'n Dale Rescue Rangers 2, contendo algumas melhoras gráficas e novas habilidades para os personagens, lançado para Nintendo Entertainment System.

### Outros Jogos
Tico, Teco, Zipper e Geninha apareceram em cartões em Mickey's Memory Challenge, lançado ao Commodore Amiga e DOS, pela Infogrames e Disney Software em 1993.
Tico e Teco foram personagens selecionáveis em Walt Disney World Quest: Magical Racing Tour, lançado ao PlayStation, Windows PC, Sega Dreamcast e Game Boy Color, realizado pela Crystal Dynamics, Eidos Interactive e Disney Interactive em 2000.

## DVD
Oficialmente, a Disney lançou a série em DVD, ao mercado estadunidense, em 8 de novembro de 2005, o "Volume 1" e, em 14 de novembro de 2006, o "Volume 2", sendo esses dois destinados à Região 1 de DVD's. Outro lançamento, chamado Walt Disney's Chip 'n Dale Rescue Rangers, First Collection, aconteceu em 13 de fevereiro de 2007, à Região 2.